# Pylodictis olivaris
Genre
Espèce
Synonymes
- Pylodictus olivaris (Rafinesque, 1818)[1]
- Silurus olivaris Rafinesque, 1818[1]

Statut de conservation UICN

 LC  : Préoccupation mineure
Pylodictis olivaris, communément appelé Poisson-chat à tête plate, est une espèce de poissons-chats de grande taille qui se rencontre dans les eaux douces d'Amérique du Nord. C'est la seule espèce du genre Pylodictis. Allant de la basse région des Grands Lacs, au nord du Mexique, il a été largement introduit et c'est une espèce envahissante dans certaines régions.